# Crawl (Film)
Crawl ist ein Katastrophen- und Horrorfilm von Alexandre Aja, der am 12. Juli 2019 in die US-Kinos und am 22. August 2019 in die deutschen Kinos kam.

## Handlung
Es ist Hurrikansaison, als die Hochleistungsschwimmerin Haley Keller an der Universität von Florida in Gainesville an einem Wettbewerb teilnimmt und sie Beunruhigendes von ihrer Schwester erfährt. Sie kann ihren Vater Dave nicht erreichen. Ein Hurrikan der Kategorie 5 befindet sich auf einem Kollisionskurs mit Florida. Der Bundesstaat gibt eine Warnung heraus und bittet die Bevölkerung, sich schnellstmöglich in Sicherheit zu bringen.
Haley ignoriert diese Warnung und auch alle Straßensperren. Als sie zu dem Haus gelangt, in dem ihr Vater seit der Scheidung von ihrer Mutter lebt, findet sie zwar den Familienhund Sugar in der Wohnung, nicht aber Dave. Sie glaubt, dass er in das Haus der Familie in Coral Lake zurückgekehrt ist, das derzeit zum Verkauf steht. Dort angelangt findet Haley ihren Vater bewusstlos und verletzt im Keller. Um ihn von dort fortzuschaffen, muss sie an ausgehungerten Alligatoren vorbei, die sich in den steigenden Fluten sowie im Keller tummeln und den einzigen Weg nach draußen versperren. Der einzige Weg nach draußen führt durch ein Rohr, welches auch die Alligatoren selbst nutzen, um in das Haus zu gelangen. Als es beiden gelingt, sich aus dem Keller zu befreien, ist der Ort bereits evakuiert und wird von einer Springflut heimgesucht, die die beiden zwingt, sich zurück ins Haus zu flüchten. Weiter von den Alligatoren bedroht schaffen es beide, sich auf das Dach des Hauses zu retten, wo sie mit einer Handfackel einen Rettungshubschrauber auf sich aufmerksam machen können.

## Produktion

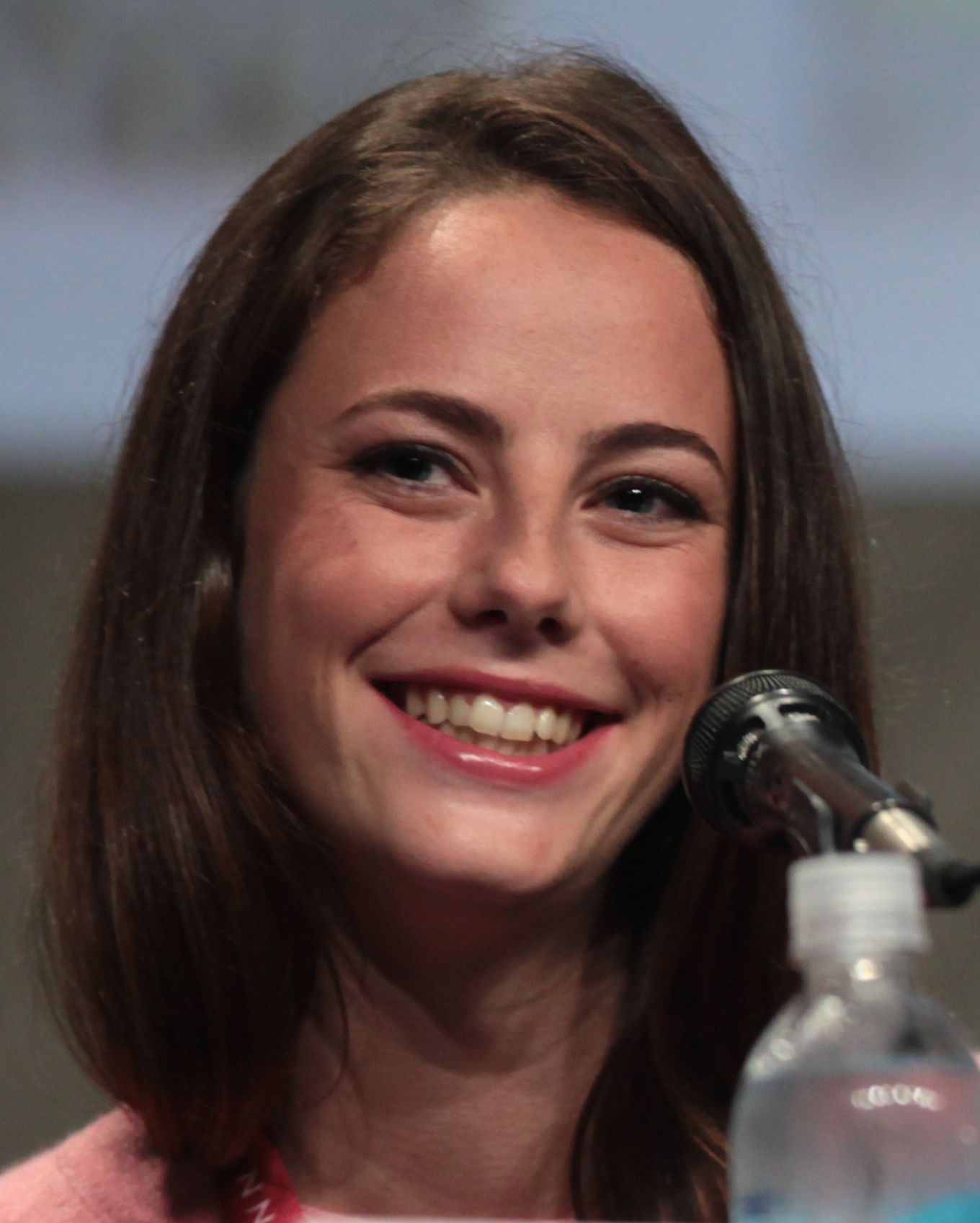
Kaya Scodelario spielt in der Hauptrolle Haley

Regie führte Alexandre Aja, das Drehbuch stammt von Michael Rasmussen und Shawn Rasmussen.
Kaya Scodelario spielt in der Hauptrolle Haley Keller. Barry Pepper ist in der Rolle ihres Vaters Dave zu sehen.
Die deutsche Synchronisation entstand nach einem Dialogbuch und der Dialogregie von Hannes Maurer im Auftrag der Cinephon Filmproduktions GmbH, Berlin. Maria Hönig leiht in der deutschen Fassung Haley ihre Stimme, Dennis Schmidt-Foß spricht ihren Vater Dave.
Der Film kam am 12. Juli 2019 in die US-Kinos und am 22. August 2019 in die deutschen Kinos.
Am Wochenende, als der Film in die US-Kinos kam, wurden mehrere US-Bundesstaaten an der Ostküste von Hurrikan Barry heimgesucht.

## Rezeption

### Altersfreigabe
In den USA erhielt der Film von der MPAA ein R-Rating, was einer Freigabe ab 17 Jahren entspricht. In Deutschland wurde der Film von der FSK ab 16 Jahren freigegeben. Die Freigabe bezieht sich auf die ungekürzte Version. In der Freigabebegründung heißt es, das Bedrohungsszenario und die früh aufgebaute Spannung hielten bis zum Ende an, was in Kombination mit einigen drastischen Bildern von Verletzungen und Tötungen Jugendliche unter 16 Jahren verängstigen könne.

### Kritiken und Einspielergebnis
Der Film wurde von 83 Prozent aller bei Rotten Tomatoes erfassten Kritiker positiv bewertet.

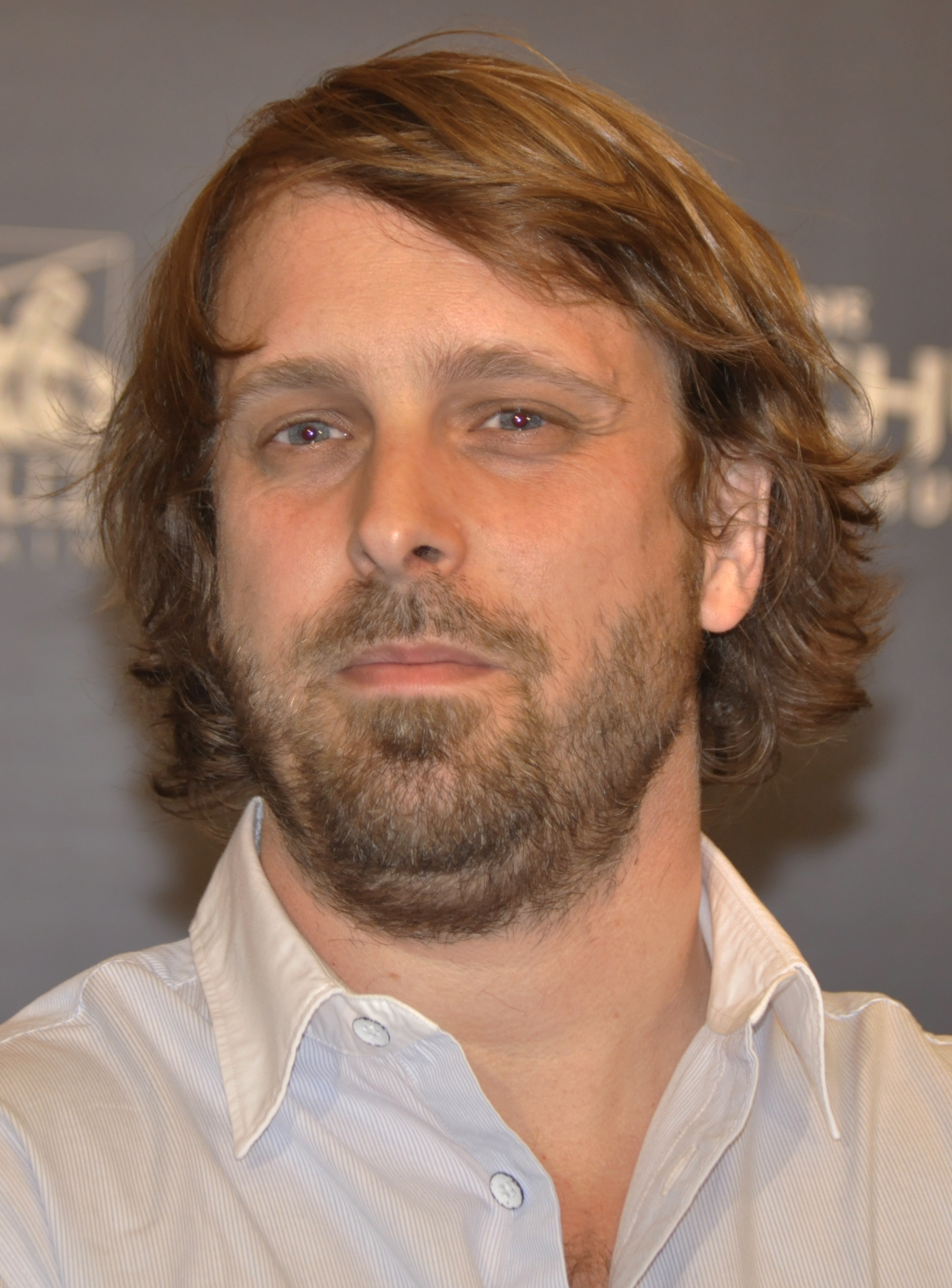
Regisseur Alexandre Aja

Die Filmkritikerin Antje Wessels bemerkt, in der ausgesprochen positive Resonanz bei Kritikern werde insbesondere der Verzicht auf Humor von vielen positiv hervorgehoben, was auch absolut nachvollziehbar sei, schließlich umgehe man gerade im von Logik und Realismus entfernten Metier des Tierhorrors viele Stolperfallen einfach mit Augenzwinkern und Ironie, worauf Alexandre Aja und seine Drehbuchautoren Michael und Shawn Rasmussen aber verzichten: „Ihr Film ist ernst und die unmittelbare Gefahr durch die gefräßigen Reptilien allgegenwärtig.“ Das sorge dafür, dass die beklemmende Atmosphäre, zusätzlich befeuert durch das sehr reduzierte Setting, lange aufrechterhalten bleibe, so Wessels weiter. Kurze, aber effektive Gewaltspitzen und eine Handvoll Jumpscares befriedigten dagegen vor allem die Adrenalinjunkies. Insbesondere für einen Film, der mit einem Budget von gerade einmal 13,5 Millionen US-Dollar gedreht wurde, hätten die Effektspezialisten hier ganze Arbeit geleistet. Auch das authentische Flair, geschaffen durch Dreharbeiten, bei denen sich die Schauspieler durch echtes Wasser und echten Schlamm kämpfen mussten, tue dem Film gut, so die Filmkritikerin.
Den Produktionskosten in Höhe von 13,5 Millionen US-Dollar stehen weltweite Einnahmen aus Kinovorführungen von 91,5 Millionen US-Dollar gegenüber.

### Auszeichnungen
Hollywood Critics Association Awards 2020
- Nominierung als Bester Horrorfilm[9]

## Fortsetzung
Im Sommer 2024 wurde seitens Paramount die Produktion einer Fortsetzung verkündet, für die Alexandre Aja als Regisseur zurückkehren soll. Das Drehbuch wurde von Andrew Deutschman und Jason Pagan verfasst, während Craig Flores und Sam Raimi abermals neben Aja als Produzenten fungieren werden. Die Dreharbeiten sollen im Herbst 2024 in Europa erfolgen und neben neuen Figuren mit New York City auch einen neuen Handlungsort umfassen.